# 1930 في سويسرا
فيما يلي قوائم الأحداث التي وقعت خلال عام 1930 في سويسرا.

## كتب
من الكتب التي صدرت هذه السنة في سويسرا:
- 1 يناير – مبادئ ميكانيكا الكم من تأليف بول ديراك.
- 1 يناير – نرجس وفم الذهب من تأليف هرمان هيسه.

## مواليد

### يناير
- 23 يناير – جوزيف هوجي لاعب كرة قدم سويسري.

### أبريل
- 30 أبريل – أوغين ماير لاعب كرة قدم سويسري.

### أكتوبر
- 21 أكتوبر – جان كلود غريت درّاج طريق سويسري.
- 30 أكتوبر – غيلبرت ري لاعب كرة قدم سويسري.

## وفيات

### يوليو
- 30 يوليو – جوان غامبر (مواليد 1877) لاعب كرة قدم سويسري.

### أغسطس
- 15 أغسطس – فلوريان كاجوري (مواليد 1859) رياضياتي أمريكي.